# Alf Morris
Alfred Morris Murphy (Mánchester, Reino Unido, 23 de marzo de 1928-Reino Unido, 12 de agosto de 2012) fue un político laborista británico y activista a favor de las personas con discapacidad.

## Carrera
Morris se desempeñó como miembro del Parlamento para el Manchester Wythenshawe desde 1964 hasta 1997. Se desempeñó como secretario privado parlamentario a Fred Peart, el ministro de Agricultura.
Morris, cuyo padre sufrió un largo declive en la salud y eventual muerte derivada de desgasificación durante la Primera Guerra Mundial, se convirtió en una activista en favor de las personas con discapacidad. Después de la muerte de su padre, la madre de Morris no tuvo derecho a una pensión de viudedad de la guerra. Cuarenta años después, Morris se puso al tanto del asunto inmediatamente al cambiar la ley de pensiones de las fuerzas armadas cuando fue nombrado ministro de Personas con Discapacidad.
En 1970 se introdujo con éxito la Ley de Personas de Enfermedad Crónica y Personas de Movilidad Reducida que fue la primera en el mundo para reconocer y dar derechos a las personas con discapacidad. En 1974 se convirtió en el primer ministro de las Personas con Discapacidad en cualquier parte del mundo. En 1991 se introdujo el proyecto de ley de los derechos civiles (personas inválidas) y ha dirigido campañas sobre el Síndrome del Golfo.
Fue nombrado un par de vida como Lord Morris of Manchester, de Mánchester en el condado de Gran Mánchester en 1997. Él fue un miembro vitalicio de la Unión GMB. Se desempeñó como Presidente del Congreso Cooperativo de 1995.

## Antecedentes
Morris (uno de los ocho hijos de George Henry Morris y su esposa Jessie Murphy) se crio en condiciones de pobreza en la Grace Street, Ancoats, de Mánchester.
En 1935 la familia Morris dejó Ancoats y se mudó a una nueva urbanización que se había construido en tierras de cultivo en la parroquia de Newton Heath. Ahí la vida de la familia mejoró. Fue educado en el Brookdale Park School de Newton Heath, Mánchester, junto con su condiscípulo Harold Evans, quien, como editor de The Sunday Times, escribió al líder diciendo que: "Con el tiempo ha marcado distancia de la elección general de 1970, El proyecto de ley de Alf Morris fue sólo parte de la legislación que vale la pena salvar". Recibió clases por la noche en la escuela. Trabajó desde los 14 años como empleado en el local de Wilson's Brewery.
Morris hizo su servicio militar en el ejército, principalmente en el Oriente Medio, a partir de 1946-48. Luego estudió en el Ruskin College de Oxford (1949-1950), el Colegio de Santa Catalina, en Oxford (BA historia moderna 1953) y el Departamento de Educación, Universidad de Mánchester.
Morris trabajó como maestro de escuela en Mánchester y profesor de extensión universitaria en la historia social (1954-1956) y como oficial de relaciones industriales para la industria de suministro eléctrico (1956-1964).

## Familia
Se casó con Irene Jones en 1950. Ellos tuvieron dos hijos y dos hijas.
Su hermano Charles Morris y su sobrina Estelle Morris, también han servido como los parlamentarios laboristas.
Lord Morris murió en el hospital el domingo 12 de agosto de 2012 tras una breve enfermedad, a los 84 años. Le sobreviven su esposa e hijos.

## Archivo
- Catalogue Archivos de los trabajos de Alfred Morris en London School of Economics.